# 116. vestlige længdekreds
Den 116. vestlige længdekreds (eller 116 grader vestlig længde) er en længdekreds, der ligger 116 grader vest for nulmeridianen. Den løber gennem Ishavet, Nordamerika, Stillehavet, det Sydlige Ishav og Antarktis.